# Elecciones generales de Nueva Zelanda de 1853
Las elecciones generales de Nueva Zelanda de 1853 se realizaron entre el 14 de julio y el 1 de octubre del mencionado año para escoger a los primeros miembros del Parlamento de Nueva Zelanda. Fue la primera elección nacional celebrada en Nueva Zelanda, aunque el Parlamento aún no tenía la autoridad completa para gobernar la colonia, que era parte del Imperio británico en ese momento.

## Antecedentes
La Ley Constituyente de Nueva Zelanda de 1852, aprobada por el Parlamento del Reino Unido, estableció un parlamento bicameral para la colonia, con la cámara baja (la Cámara de Representantes) siendo elegida por voto popular. Las elecciones serían mediante escrutinio mayoritario uninominal (en algunos distritos plurinominal) por mayoría simple de votos. Aún no se había establecido el sufragio secreto.
Para calificar como votante, se necesitaba ser hombre, ser súbdito británico, tener al menos 21 años, poseer un cierto valor de tierras y no cumplir una condena penal. James Stuart-Wortley, uno de los candidatos elegidos (el 27 de agosto, por el condado de Christchurch) era terrateniente, pero a los 20 años y 7 meses aún no había cumplido 21 años.
En el momento de las elecciones de 1853, no había partidos políticos en Nueva Zelanda. Como tal, todos los candidatos eran independientes.

## Realización
Las elecciones se realizaron por separado y hubo una fecha electoral distinta para cada escaño. Bay of Islands fue el primer escaño disputado el 14 de julio, y los dos escaños de Dunedin Country fueron los últimos en disputarse el 1 de octubre. El diputado por Bay of Islands, Hugh Carleton, el primer cargo electo en la historia de Nueva Zelanda, aunque ganó sin oposición, fue el parlamentario más antiguo de la Cámara y, por lo tanto, fue conocido como Padre de la Cámara (un título no oficial que hasta la actualidad es otorgado honoríficamente al diputado de la legislatura neozelandesa con más tiempo en el cargo).
Hubo 5.849 personas registradas para votar. Había 24 distritos, algunos de los cuales elegían varios diputados. El número total de escaños de la Cámara era 37. Algunas partes de la colonia no eran parte de ningún distrito, y no tenían representación en el Parlamento.